# Cô Trúc
Cô Trúc là một nước chư hầu của các triều đại Thương, Chu trong lịch sử Trung Quốc, nguyên được phong từ thời nhà Thương. Các vị quân chủ của Cô Trúc cai trị vùng đất này từ khoảng đầu thời nhà Thương đến tận giữa thời kỳ Xuân Thu. Ngày nay còn lưu lại các truyện về Bá Di, Thúc Tề là những người của nước Cô Trúc. Năm 664 TCN, Cô Trúc bị liên minh Tề-Yên tiêu diệt. Một phần lớn lãnh thổ Cô Trúc bị nhập vào Yên. Dân cư Cô Trúc một phần chạy theo Sơn Nhung, một phần bị hòa lẫn vào các quần thể dân cư nước Yên.

## Vị trí địa lý
Thời kỳ đầu, kinh đô nước này đặt tại khu vực nay là phụ cận địa cấp thị Đường Sơn tỉnh Hà Bắc với lãnh thổ thời sơ kì ở phía tây đạt tới Đường Sơn, sau dời tới thành trấn Tây Hưng (nay cách trung tâm huyện Lô Long, địa cấp thị Tần Hoàng Đảo, tỉnh Hà Bắc khoảng 12 km về phía nam). Phía bắc tới Lăng Nguyên, Triều Dương, sông Lão Cáp Hà, phía đông tới Cẩm Tây, phía tây nam tới các vùng đất nay thuộc các huyện Lạc Đình, Loan Nam, Đường Hải của địa cấp thị Đường Sơn. Phía đông tới vịnh Bột Hải, phía tây là biên giới với Yên, phía nam là biên giới với Tề.

## Lịch sử
Đại để khi xem xét các thuyết có thể thấy Cô Trúc thời kỳ đầu Ân Thương là bộ lạc nguyên thủy. Nước Cô Trúc hưng thịnh trong thời Ân Thương, suy tàn trong thời Tây Chu, bị diệt vong trong thời Xuân Thu. Từ lập quốc đến khi diệt vong tồn tại khoảng 940 năm (ước từ khoảng năm 1600 TCN tới năm 664/660 TCN). Có thể phân chia ra hai thời kỳ, thời kỳ thứ nhất kéo dài khoảng 555 năm (từ 1600 TCN tới 1046 TCN), thời gian tồn tại của nhà Thương, tại phương bắc Cô Trúc là nước chư hầu trọng yếu của triều đại này; thời kỳ thứ hai khoảng 385 năm (từ 1046 TCN tới 664/660 TCN) là nước chư hầu khác họ của nhà Chu. Sau khi bị nước Yên khống chế thì địa vị chính trị của Cô Trúc bị hạ thấp. Các vị quân chủ của Cô Trúc có quan hệ mật thiết với các vị quân chủ của nhà Thương, có thể giải thích theo 3 lý do sau:
- Thứ nhất, các vị quân chủ của nước Cô Trúc mang họ Tử trong thị tộc Mặc Thai, trong khi các vị vua của nhà Thương cũng mang họ Tử, đều từ phía đông bắc Trung Nguyên di cư xuống phía nam và tây nam.
- Thứ hai, các mối quan hệ nhân thân.
- Thứ ba, sự an toàn ở khu vực biên cương là nhu cầu cấp thiết với các triều đại, vì thế cần những người có quan hệ huyết thống gần gũi để giao phó.

### Sơ kỳ
Người Cô Trúc nguyên là thị tộc Mặc Thai, có quan hệ họ hàng gần với tổ tiên của các vua nhà Thương và cùng đều mang họ Tử. Bộ lạc Thương sau đó di dời xuống phía nam, tiến vào Trung Nguyên. Liên minh bộ lạc dần dần bị phân li, mở ra thời kỳ độc lập của thị tộc này. Sau đó người của thị tộc Mặc Thai di chuyển tới khu vực Yên Sơn để sinh sống như những người du mục, tại đây họ phát triển qua giai đoạn hỗn hợp của cả nông nghiệp lẫn chăn thả gia súc theo kiểu du mục, sau đó định cư tại khu vực ngày nay thuộc địa cấp thị Triều Dương, tỉnh Liêu Ninh. Ngày Bính Dần tháng 3 thời Thương Thang được phong thành Cô Trúc, theo Hạ Thương Chu đoạn đại công trình thì sự kiện này ước chừng diễn ra khoảng năm 1600 TCN.

### Trung kỳ
Đến giữa thời kỳ nhà Thương, nước Cô Trúc cũng phát triển tới giai đoạn giữa của mình, với lãnh thổ mở rộng tới ven các sông như Loan hà, Thanh Long hà. Trong thời kỳ này, lãnh thổ của nước Cô Trúc dần dần dời tới phía nam, phía tây tới Loan hà, phía bắc tới miền bắc huyện Thanh Long, phía đông tới Cẩm Tây, phía nam tiếp giáp với vịnh Bột Hải.

### Hậu kỳ
Cuối thời Tây Chu, nước Cô Trúc tiến vào giai đoạn cuối cùng trong sự phát triển của mình, ở phía tây bộ lạc Lệnh Chi (Li Chi, nay là phía tây Thiên An) nổi lên, phía bắc và đông bắc có người Sơn Nhung cận kề. Giới hạn nước Cô Trúc khi đó ở phía tây là ven Loan hà, Thanh Long hà, phía bắc đạt tới khu vực sau này là Vạn Lý trường thành thời nhà Minh, phía đông giáp Sơn Hải Quan, phía nam giáp vịnh Bột Hải, trên bản đồ thấy rõ là nhỏ đi. Năm 664 TCN (theo Quản tử thì là năm 660 TCN), Chu Huệ Vương năm thứ 13, người Sơn Nhung xuất binh công phá nước Yên. Quân chủ nước Yên là Yên Trang công sai sứ sang nước Tề cầu viện, Tề Hoàn công lấy cớ cứu Yên xuất binh chinh phạt Sơn Nhung. Tề Hoàn công cũng nhân cơ hội chinh phạt Sơn Nhung để tiêu diệt nước Cô Trúc đang suy tàn. Kết quả là nước Cô Trúc không còn tồn tại trong lịch sử nữa.

## Quân chủ Cô Trúc
| Hiệu                                | Họ tên           | Thời gian tại vị                    | Thân phận                  | Nguồn tài liệu                                  |
| ----------------------------------- | ---------------- | ----------------------------------- | -------------------------- | ----------------------------------------------- |
| 6 đời không thể khảo chứng          |                  |                                     |                            |                                                 |
| Phụ Đinh                            | Mặc Thai Trúc Du |                                     | Quân chủ thứ 7 của Cô Trúc | Xem "Á Vi lôi khảo thích"                       |
| Á Vi                                | Mặc Thai Sơ      | ? - Thương Trụ Vương năm thứ 61 (?) | phụ đinh chi tử            | Xem "Á Vi lôi khảo thích", Sử ký tác ẩn         |
| Á Bằng                              | Mặc Thai Phùng   | Thương Trụ Vương năm thứ 61 (?) - ? | Con thứ của Á Vi           | Xem Sử ký•Bá Di liệt truyện, Lộ sử•quốc danh ký |
| Các thế hệ sau không thể khảo chứng |                  |                                     |                            |                                                 |